# Leonor Bruna
Leonor Bruna (Zaragoza, 18 de marzo de 1963) es una actriz, directora de cine y guionista española. Es conocida por aparecer en películas como Las edades de Lulú y series como Los mundos de Yupi, así como por su labor de creación y dirección de la Escuela de Cine Un Perro Andaluz

## Biografía
Tras haber ejercido como docente en la Universidad de Lucerna (Suiza), Leonor regresó a Madrid (España), donde estudió actuación en el Laboratorio Teatral William Layton.
Sus comienzos como actriz profesional se dieron con su papel de Lola en la serie española “Los mundos de Yupi”. Desde entonces, ha trabajado en cine y televisión con directores como Juan Antonio Bardem o Mario Camus.
En 1994, Leonor se mudó a Alemania para protagonizar la serie 'Unsere Hagenbecks', del canal ZDF. Tres años más tarde, Leonor es becada para estudiar guion en la Deutsche Film- und Fernsehakademie (Berlín). Continuó trabajando en teatro, cine y televisión durante más de diez años ('Mensch PIA!', 'Folgeschäden', 'Die Hochzeit'...).
Después de este período, Leonor volvió a España, donde rodó y dirigió su premiado cortometraje 'Pasionaria', con un reparto entre el que se encuentran Carlos Hipólito, Aída Folch y Jorge Roelas.
En la actualidad, Leonor dirige y enseña en la Escuela de Cine Un Perro Andaluz, centro docente de cinematografía creado en 2007 por ella misma y, por cuya labor pedagógica, recibió en 2015 un homenaje en la XIII Edición de la Muestra de Cortometrajes Aragoneses de Delicias.
Una de sus trabajos de dirección, fue la de su último corto en colaboración con el instituto IES Miguel de Molinos, Zaragoza, España. Este cortometraje, financiado por la escuela Un perro andaluz, fue grabado en el mismo centro de estudios aragonés. El corto trataba sobre romper las 'etiquetas' que la gente utiliza para pertenecer a un colectivo o no. Por ello, las máscaras, simbolizaban las etiquetas que se debían romper.

## Trabajo como guionista
Cine y televisión
- “Abuela take away” (2020. Serie de TV)
- “Sandra Mayal es Supermadre” (2020) Mediometraje / Serie de TV
- “Se busca abuela ” (2005) (Serie TV)
- “Bajo Tierra” (2000) guion premiado por Columbia Tristar Europe con la beca al desarrollo del guion. (Serie TV)
- “Deutsche raus” (2002) Proyecto

Cortometrajes
- “Pasionaria” (2007) Segundo premio en Concurso de guiones de la Delegación del Gobierno en Aragón y Multicaja, rodado en 2009. Varios premios y más de 40 nominaciones en diferentes festivales nacionales e internacionales.
- “Diego”
- “Taübchen”

## Carrera de actriz

### Televisión
- “El ángel caído” (TVE, Roberto Bodegas, 1982)
- “Lorca, muerte de un poeta”, (TVE, Juan Antonio Bardem, 1987-1988)
- “Los mundos de Yupi”  (TVE, Antonio Torets, 1988)
- “Lili Shangai” (TVE, Rafael Monleón. 1991)
- “Farmacia de guardia” (Antena 3, Antonio Mercero, 1991)
- “Menos lobos” (TVE, Marcelo Bravo, 1992-1993)
- “Celia”  (TVE, José Luis Borau, 1993)
- “A su servicio”  (TVE, Enrique Brassó, 1994)
- “El día que me quieras” (TVE, Mario Gómez, 1994-1995)
- “El último show” (Aragón televisión HBO, 2019)
- “La Fortuna” (Alejandro Amenábar, 2020)
- “James Last in Spanien” (RTL-Alemania, Ulli Baumann, 1992)

### Cine
- “La Rusa” (Mario Camus, 1987)
- “Las edades de Lulú”, (Bigas Luna,1990)
- “Sugerencias” (E. Pastrana/Pilar Miró, 1991)
- “La fuente de la edad”, (Julio Sánchez Valdés, 1991)
- “Pepo el del olvido” (Daniel Mújica, 1991)
- “Las Niñas (Pilar Palomero, 2020)
- “La Floristeria (Leonor Bruna, 2021)
- “El último show”, (Álex Ródrigo, 2019)
- “2 Minutos de Silencio”, (Felipe Sanz, 2016)
- “La peluquería”, (Pedro Ortega, 2021)
- “Alles für den Hund”, (Birgit Lehmann, Alemania, 2001)
- “Just get married”, (Husam Chadat, Alemania, 2003)
- “Die Hochzeit”, (Husam Chadat, Alemania, 1997)
- “Angels”, (Jakob Berger, 1990)
- “Birth Control”, (Marc Besas, USA, 1989)

### Teatro
- “Alice in Wunderland”, dirección de Andrej Togny (Suiza,1986)
- “Der Soldat der Schauspieler wurde”, dirección de Lugünbihl (Suiza, 1987)
- "El color de agosto” de Paloma Pedrero (estreno mundial), dirección de José Ortega (Madrid, 1987)
- "El joven Peer Gynt” de Henrik Ibsen, dirección de Juan Pastor (Madrid, 1990)
- “Don Juan perdido” de Vicente Molina Foix, dirección de Bob Wilson (Madrid, 1991)
- “El decamerón de las mujeres” de Julia Voznesenskaya, dirección de Danielle Chinsky (Madrid, 1991)
- “Wir werden gut sein” basado en la obra “La oración” de Fernando Arrabal, dirección de Javier Andrade (Alemania, 1995)

### Otros
- “Unsere Hagenbecks”, (ARD, Christian Görlitz, 1993)
- “Heimliche Zeugin”, (PRO 7, Oley Sassone, 1994)
- “Sommergeschichten”, (ARD, Ulli Baumann, 1995)
- “Mensch Pia”, (ARD, Karola Hattop, 1995)
- “Ein Mann steht seine Frau”, (Sat1, Ulli Baumann, 1997)
- “Die Oma ist tot”, (Angelo Colasgrossi, 1997)
- “Männer und andere Kathastrofen”, (Ulli Baumann, 1999)
- “Samt und Seide”, (ZDF, Günter Friedrich, 2000)
- “Folgeschäden”, (ARTE, Samir Nasr, 2005)

## Directora
- "Pasionaria" (España, 2010)[3]

Escrita, dirigida y producida en 2010 con Aída Folch, Carlos Hipólito, Jorge Roelas, Cristina Yáñez, Santiago Meléndez, Nacho Rubio, etc.
Premios y distinciones recibidas
- Premio en VALORES de IGUALDAD en el VII Certamen de cortos de Avilés (2010), Premio Caja Mediterráneo.
- Premio del público en el Maratón Video Digital 2010, Premio del público en la VIII Edición de la Muestra de cortos aragoneses de Delicias (2010).

## Escuelas de cine

### Un Perro Andaluz
En octubre de 2007 pone en marcha esta Escuela, patrocinada, entre otros, por el Ayuntamiento de Zaragoza y en la que, además, imparte clases de Interpretación y guion.
Es coguionista y codirectora de todos los cortometrajes desarrollados durante los talleres.

### Moviementos Bildung Und Film
También es fundadora de la escuela de cine Moviementos Bildung Und Film en la Suiza alemana, donde continúa en la línea de formación en cine y audiovisual que inició en Zaragoza. Se trata de talleres impartidos por Leonor Bruna , en alemán, en centros educativos suizos desde 2013.